# Simone Weil
Simone Weil (IPA: [simɔn vɛj], francoska filozofinja, krščanska mistikinja in socialna aktivistka, * 3. februar 1909, Pariz, Francija, † 24. avgust 1943, Ashford, Kent, Anglija.
Njen mlajši brat André Weil je bil priznani matematik.

## Življenje

### Zgodnje življenje
Rodila se je dokaj premožni družini višjega meščanskega razreda. Oče Bernard, ki je bil po poklicu zdravnik, in mati Selma sta bila nemška Žida, ki sta v Pariz pribežala pred nemškim terorjem. Njen starejši brat André Weil je bil eden izmed največjih matematikov svojega časa, Simone pa v briljantnosti ni za njim prav nič zaostajala, le da je bil njun genij usmerjen na različna področja.
Kot šestmesečni dojenček je dobila hudo vnetje slepiča, zaradi česar je bila bolehna celo življenje, močno pa jo je duševno zaznamovala tudi očetova večletna odsotnost zaradi vpoklicanosti v vojsko (prva svetovna vojna).
Simone je bila v mladosti obsedena s čistočo, sebe pa je pogosto pojmovala kot »umazano, nagnusno« in si dopovedovala, da jo tudi drugi vidijo natančno takšno, kljub temu da je bila v mladosti izredno privlačne zunanjosti. Običajno se je izogibala družbe in vsakovrstnih fizičnih kontaktov, svojo ženskost pa je poskušala prikriti z neuporabo ličil in nošenjem ohlapnih fantovskih oblačil.
Po drugi plati je bila do sebe pretirano kritična tudi v intelektualnem smislu. Ob visoki inteligenci starejšega brata se je zaradi svojih "pomanjkljivih" umskih sposobnosti ves čas počutila nezmožna dojemati življenjske resnice, zato je dneve preživljala zagrenjena, prestrašena in pretirano previdna.

### Šolanje
Simone se je šolala na najboljših francoskih šolah z dolgoletno tradicijo. Že v gimnazijskih letih je presenetljivo dobro poznala Spinozo, Platona, Heraklita in Kanta, njihovega vpliva pa ni mogoče prezreti v njenem zrelem filozofskem mišljenju. Izobraževala se je na elitni srednji šoli Lycée Henri IV pod mentorstvom znanega filozofa Émila Chartierja (Alain), ki je kmalu opazil in začel občudovati izjemen talent, bistrost in naprednost svoje varovanke. Zatem je kot prva ženska začela s študijem na fakulteti École Normale Supériore, kjer je diplomirala iz filozofije, kar je bil takrat privilegij za le najboljše.

### Zaposlitev in politično udejstvovanje
Kljub bleščečim študijskim dosežkom ni bila deležna zasluženega spoštovanja. Ker ni kazala pretiranega navdušenja za takrat priljubljenega Pascala in nekatere druge znanstvenike ter teorije tistega časa, ni mogla dobiti mesta učiteljice v mestu, temveč so jo oblasti dodelile v oddaljene podeželske okraje, znan primer je Le Puy. A niti tako je niso mogli utišati. Živela je tako skromno, kot je bilo le mogoče in velik del svoje plače namenila delavskemu gibanju, ob večerih in popoldnevih pa tudi sama poučevala delavce. Slednje je očitno motilo starše njenih rednih učencev, ki so imeli za svoje otroke visoke ambicije in so si zanje želeli več kot le »kraljevino resnice«.
Med letoma 1934 in 1935 je Simone Weil delala v treh pariški tovarnah in spremljala vsakdan, izkušnje in perspektivo delavcev. Kot produkt slednjega je leto kasneje napisala »Réflexions sur les causes de la liberté et de l’oppression sociale«, kjer se je med drugim opirala na Marxove družbene teorije.
Že kot šestletnica je kazala znake odločne borke za pravice, saj je odklonila žlico sladkorja v znak solidarnosti vojakom Zahodne fronte in hodila v šolo brez nogavic, ker si jih nekatere njene revne sošolke niso mogle privoščiti, le štiri leta kasneje pa se je pričela prištevati k boljševikom. Kot najstnica se je pridružila delavskemu gibanju, pisala pa je tudi manifeste, demonstracije in vneto zagovarjala delavske pravice, mir in marksizem.
Nikoli ni bila članica Komunistične stranke, že v svojih 20. letih pa je spoznala njene pomanjkljivosti in ji začela nasprotovati.
V letu 1932 je obiskala Nemčijo, da bi marksističnim aktivistom, ki so bili znani kot najmočnejši komunisti zahodne Evrope, pomagala širiti njihovo idejo proti nacizmu. Ko se je vrnila v Francijo, je na oblast prišel Hitler in Simone je porabila veliko svojega časa za pomoč francoskim marksistom in pisanjem člankov o socialni, ekonomski in politični problematiki. V svojih razmišljanjih je Simone Weil zelo neposredno in odkrito kritizirala pomanjkljivosti marksizma in omejitve kapitalizma in socializma. Bila je tako udarna, da je na njene objave jezno in osebno odgovarjal Lev Trocki, poleg tega pa je bila Simone ena izmed redkih, ki se je z njim upala pogovarjati iz oči v oči in zastopati svoje stališče do konca, ne glede na vse.
Naslednjega leta je Simone sodelovala v veliki stavki delavskega razreda v Franciji, po tem pa je vzela 12 mesečni dopust in pod pretvezo delala v dveh tovarnah, kar naj bi ji pomagalo poistovetiti se z najbolj ubogimi - delavci. 
Leta 1935 je nadaljevala s poučevanjem, vendar je vse svoje prihodke zopet namenila delavcem.
Leto kasneje je sodelovala v španski državljanski vojni na strani republikancev, kjer bi skoraj izgubila življenje, a se je istega leta vrnila v Francijo in še bolj zagreto pisala manifeste o izkoriščanju, menedžmentu, vojni in miru. Spoznala je neskončnost človeške krutosti in s tem povezanega koristoljubja, če pa je prej menila, da je vojna v nekaterih ozirih upravičena, je ob tem spoznanju začela ostro zagovarjati nenasilje.

### Zadnja leta
15. aprila 1943 so Simone našli nezavestno v pisarni francoskega uporniškega odbora, kjer je kot po navadi delala pozno v noč. Odpeljali so jo v bolnišnico Middlesex Hospital v Londonu, kjer je ostala na zdravljenju do 17. avgusta. Ves čas bivanja v bolnišnici je sprejemala le majhen del običajne hrane trdeč, da se drugemu delu odpoveduje, ker mnogi nimajo niti tega. Kljub onemoglosti je neutrudno pisala. Iz tega časa je po vsej verjetnosti »Letter to a Priest« (Pismo redovniku), ki vsebuje petintrideset točk, v katerih se ne strinja s krščanstvom in Cerkvijo. Zadnje besedilo, ki ga je napisala tik pred smrtjo, pa je njena oporoka. To besedilo na pretresljiv način priča o njenem nedokončanem notranjem dvoboju o krščanstvu in Cerkvi. Ker se je v avgustu njeno zdravstveno stanje zelo poslabšalo, saj je zavračala skoraj vso hrano, so jo 17. avgusta premestili v privatni sanatorij v Ashfort-Kentu pri Londonu. 24. avgusta je tam tudi umrla zaradi podhranjenosti in oslabelosti srca.

## Filozofija
"Notranja struktura filozofske misli Simone Weil, ki določa tako njeno družbeno-zgodovinsko kot tudi religiozno razmišljanje, se nam kaže kot struktura protislovnosti ali absurdnosti, o zakonitosti absurdnosti, ki je prvi vir človekovega mišljenja. »Dejstvo, da svojega življenja ne moremo sprejeti v njegovi končnosti, nam razkriva, da bivanje in končna bitja za nas niso nekaj dobrega« (C III, 223). Weil svojo misel kljub navidezni razdrobljenosti skrbno gradi na notranji, težko razvidni logiki, ki je odločilnega pomena za vso njeno misel. To je logika absurdnosti vpričo neskončne razlike med absolutnim in človekovim bivanjem. Človekovo bivanje v svoji končnosti in dobro samo, ki je sinonim za božjo transcendenco, za absolutno, sta ne le različne narave, marveč brez sleherne analogije, torej neskončno različna. Končnost, ki je podvržena nujnosti, je vidik ustvarjalnosti in s tem neskončne različnosti od dobrega, ki je vidik neustvarjenosti in s tem večnosti. Človekovo bivanje, ki je končno, in dobro, ki je neskončno, se izključujeta, ker je to dobro človeku nedosegljivo in v njegovem življenju nemogoče. In vendar je to dobro edini resnični predmet človekovih želja. V tej temeljni dihotomiji, v tej neskončni različnosti med bivanjem in božjo transcendenco, je prvi in edini izvor absolutnosti bivanja. Zato je Weilovi nasprotje nekaj nepogrešljivega. »Nasprotje je kriterij (resničnosti). Nezdružljivih stvari si ne moremo ustvariti s pomočjo sugestij« (C III, 31). Ta resničnost je identična z dobrim samim, ali točneje, je resničnost dobrega, torej edina resničnost. Naše življenje pa je s to resničnostjo nezdružljivo, zato nam razkriva nemogoče in se nam kaže kot absurdnost, le-ta pa je edini kriterij resničnosti. S tem je krog logike absurdnega zaprt. 

## Dela
Leta 1932 se je Simone Weil s številnimi članki v levičarskih časopisih začela zavzemati za socialno preobrazbo proletariata. V času svoje profesure na liceju v Auxerru je napisala dva zelo odmevna članka o svojih vtisih iz Nemčije: "Nemčija v pričakovanju" (La Révolution prolétarienne) in "Stanje v Nemčiji" (L'École émancipée). Leta 1933 je izšel njen esej "Perspektive. Ali napredujemo k proletarski revoluciji?". V njem je iskala vzroke za propad ruske revolucije in propad nemškega delavskega gibanja, glavni razlog, kot je ugotovila, pa naj bi bil razkol med upanjem in realnimi pričakovanji od revolucije. Istega leta je v reviji "La Critique sociale" objavila članek, v katerem je kritizirala Lenina in boljševike, ki jo je označila za okorelo institucijo, ki se v dogmatičnosti in represivnosti prav nič ne razlikuje od Cerkve, objavila pa je tudi esej: "Problem ZSSR" (L'Effort). Leta 1936 je napisala članek "Entre nous, chronique de Rosures", v katerem je pisala o problemih tovarniškega življenja. V letu 1937 je napisala številna pacifistična pisma in eseje, njen glavni pacifističen esej je izšel v časopisu "Nouveaux Cashiers" pod naslovom "Ne začenjajmo spet Trojanske vojne". Leta 1939 se je temu pacifizmu popolnoma odrekla in napisala dva pomembna eseja: "Nekaj misli o razvoju hitlerjanstva" (Quelques réflexions sur les origines se l'hitlerisme) in "Iliada ali pesem moči" (L'Iliade, ou la poème de la force). Dopisovala si je z Očetom Perrinom, ki je bil katoliški duhovnik in v dopisovanju z njim ustvarila nekaj svojih najlepših misli o katoliških dogmah in krščanstvu nasploh. Preko Očeta Perrina je spoznala francoskega filozofa in misleca Gustava Thibona, kateremu je leta 1941 zaupala svoje zadnje zapiske o knjigi "Težnost in milost" (La pesanteur et la grâce), ki je bila izdana posthumno leta 1947. V letu 1941 je prenehala pisati socialno angažirane tekste in se popolnoma posvetila duhovno-filozofski tematiki. Za kasnejšo izdajo časopisa "Attente de Dieu" in "Pensées sans ordre concernant amour de Dieu" je konec leta 1941 objavila veliko spisov in pa nekakšne komentarje k tekstom, ki so nastali v kriptah srednjeveških dominikanskih samostanov. Ti komentarji so osnova za izdaje "L'Institutions pré-chrétiennes" in "La Source grecque", ki so izšle po njeni smrti. Leta 1943 je na pobudo predsednika De Gaulla ustvarila svoj manifest človekovih pravic "L'Énracinement".

#### Prevedeno v slovenščino:
- Simone Weil: Težnost in milost / esej, Beletrina, 1998, 224 str. Prevod: Nataša Varušak, Vid Sagadin
- Simone Weil: Srečanje z absolutnim / aforizmi, pregovori, Novi svet, 2005, 100 str. Prevod: Matej Leskovar
- Simone Weil: Trepet in poslušnost / knjiga, Društvo izdajateljev časnika 2000, 1985, 237 str. Prevod: Vili Stegu

## SKLICI
1. 1 2  Encyclopædia Britannica
2. 1 2  SNAC — 2010.
3. 1 2  data.bnf.fr: platforma za odprte podatke — 2011.
4. ↑  LIBRIS — Kraljevska knjižnica Švedske, 2012.
5. ↑  Weil, Simone. Cahiers III. str. 223.
6. ↑  Weil, Simone. Cahiers. str. 31.
7. ↑  Stegu, Vili (2013). Razprave, članki misli, dnevniki. Kamnje : samozaložba. str. 16. COBISS 268353024. ISBN 978-961-276-814-0.